# Municipio de Wayne (condado de Jay)
El municipio de Wayne (en inglés: Wayne Township) es un municipio ubicado en el condado de Jay en el estado estadounidense de Indiana. En el año 2010 tenía una población de 7918 habitantes y una densidad poblacional de 82,31 personas por km².

## Geografía
Según la Oficina del Censo de los Estados Unidos, tiene una superficie total de 96.19 km², de la cual 96,19 km² corresponden a tierra firme y (0,01 %) 0,01 km² es agua.

## Demografía
Según el censo de 2010, había 7918 personas residiendo en el municipio de Wayne. La densidad de población era de 82,31 hab./km². De los 7918 habitantes, el municipio de Wayne estaba compuesto por el 94,9 % blancos, el 0,39 % eran afroamericanos, el 0,14 % eran amerindios, el 0,67 % eran asiáticos, el 2,61 % eran de otras razas y el 1,29 % eran de una mezcla de razas. Del total de la población el 4,99 % eran hispanos o latinos de cualquier raza.